# Stronnictwo Narodowe (1916–1918)
Stronnictwo Narodowe – niewielkie polskie ugrupowanie konserwatywne z okresu I wojny światowej.
Stronnictwo Narodowe zostało utworzone w 1916 r. przez działaczy konserwatywnych i ziemiańskich z obszaru dawnego tzw. Królestwa Kongresowego, opowiadających się za aktywizmem, czyli współpracą z Niemcami przy budowie odrębnego państwa polskiego. Tym samym nie podzielali oni orientacji dominującej na tych ziemiach partii konserwatywnej, jaką było Stronnictwo Polityki Realnej (1905–1923). "Realiści" bowiem aż do przejęcia w Rosji władzy przez bolszewików opowiadali się za pasywizmem, czyli unikaniem współpracy z niemieckim okupantem i oczekiwaniem na zwycięstwo Rosji oraz jej sojuszników – Wielkiej Brytanii i Francji.
Stronnictwo wydawało własne pismo – "Głos Stolicy". Od momentu powołania Rady Regencyjnej udzieliło jej pełnego poparcia. Od końca 1918 roku prowadziło rozmowy zjednoczeniowe ze środowiskiem krakowskich konserwatystów. W efekcie działacze SN znaleźli się w 1919 r. w Stronnictwie Pracy Konstytucyjnej.
Działaczami SN byli: Antoni Eustachy Marylski-Łuszczewski, Wojciech Rostworowski, Adam Ronikier,